# Ясима Гакутэй
Ясима Гакутэй (яп. 八島岳亭; ок. 1786—1868) — японский мастер гравюр укиё-э и поэт первой половины XIX века.

## Биография
Родился в городе Осака. Сохранились сведения, что он был внебрачным ребёнком одного самурая, известного под именем Хирата. Точный год рождения неизвестен, условно его считают с 1786. Мать его вышла замуж за человека, который происходил из феодального клана Ясима. Молодой художник во взрослом возрасте взял название клана за свое первое имя, отождествляя себя с представителями клана.
Вероятно, что первые навыки художественного мастерства получил в городе Осака, где усвоил технику гравюра на дереве, распространенную в то время среди художников и графиков Японии.
Некоторое время работал в мастерской художника Кацусика Хокусай, позаимствовав у последнего обобщение в рисовании, опыт создания манга и умеренное экспериментирования с техникой создания гравюры по дереву.
Гакутэй был также известен как поэт, автор юмористических стихотворений и также занимался переводами литературных произведений. Он перевел известный китайский роман написанный в XVI веке «Поездка на Запад» и проиллюстрировал его.

## Особенности творчества

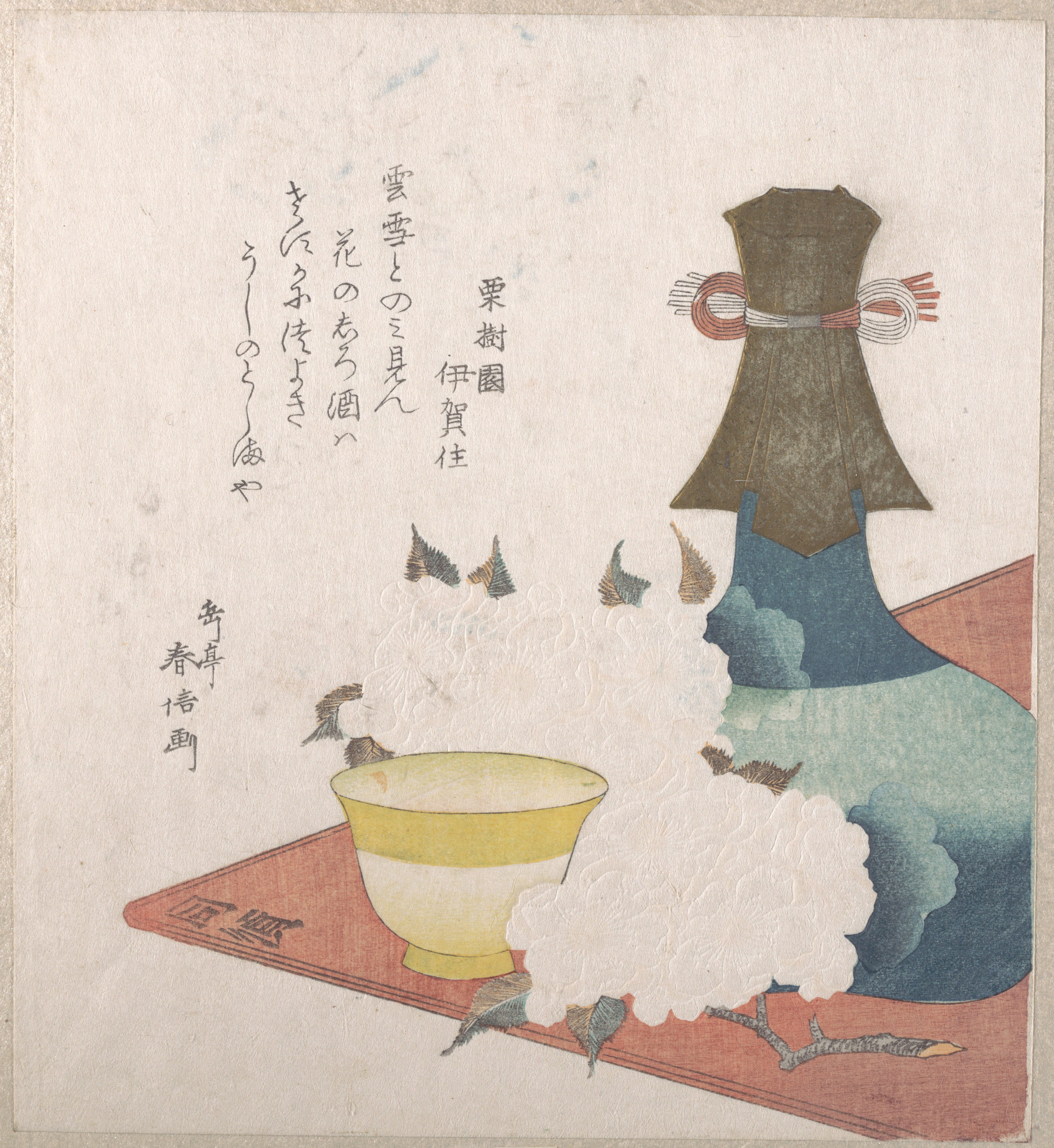
Ясима Гакутэй. «Натюрморт с бутылкой и цветами», ок. 1817 г. Метрополитен-Музей

Сохранилось мало сведений о биографии художника. Он создавал стихи. преимущественно юмористического направления, которые размещал на собственных гравюрах. Среди творческого наследия художника — иллюстрации к книгам, сценки из тогдашнего японского театра, открытки (суримоно). Искусство суримоно позволило Гакутэю соединить воедино поэтический дар и художественное мастерство. В гравюрах попробовал собственные способности в создании бытовых сцен, натюрмортов, анималистической жанре и в пейзажах. В пейзажном жанре разрабатывал морские пейзажи, что было редкостью у художников — учеников Кацусика Хокусая.
Ясима Гакутэй экспериментировал с композициями и техникой печати. Так, в одном из натюрмортов он создал цветы не кистями, в техникой давления на бумагу, использовав как краску белый цвет самой бумаги.

## Натюрморты мастера и анималистический жанр

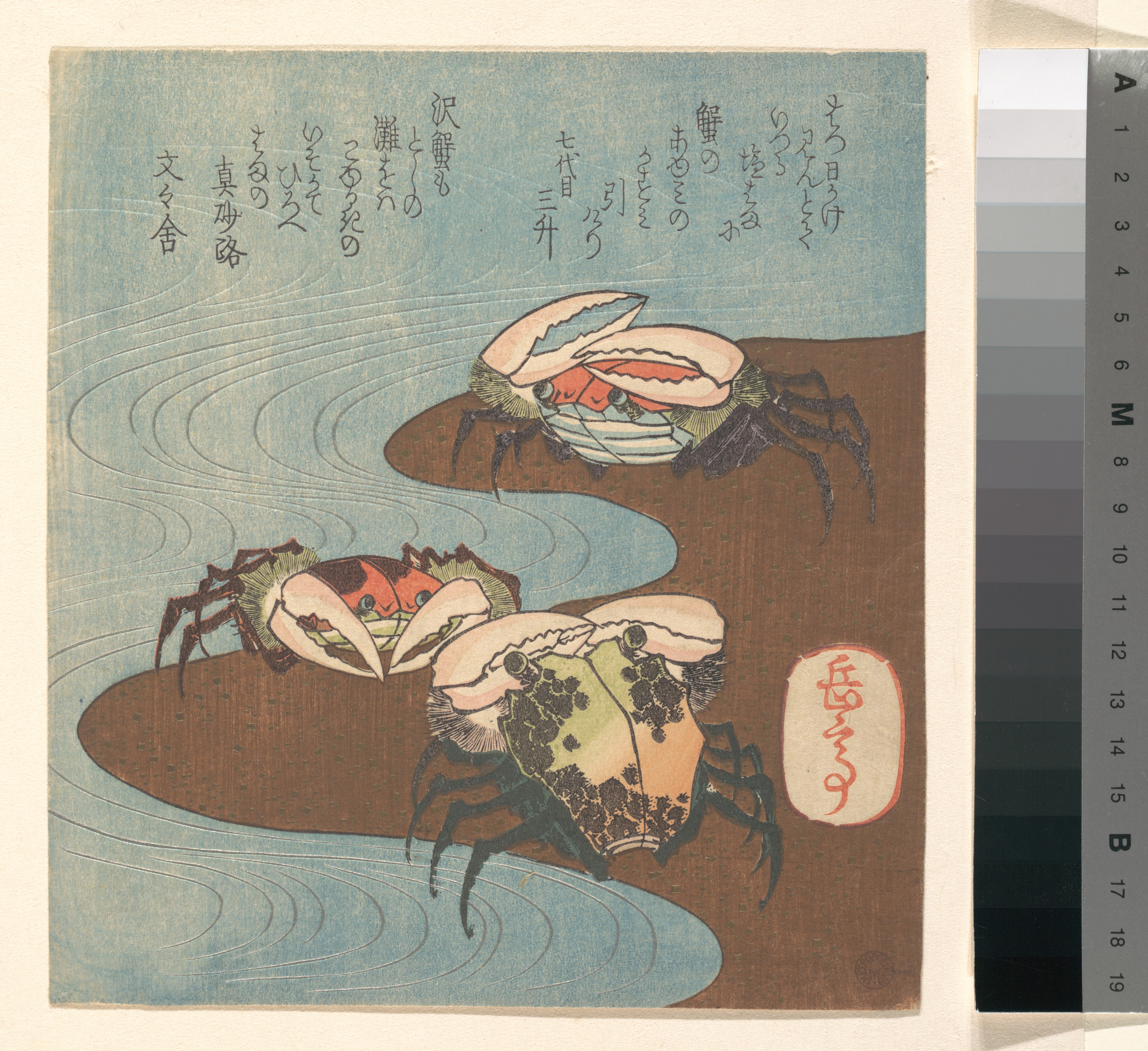
Ясима Гакутэй. «Крабы на берегу». ок. 1830 г. Метрополитен-Музей

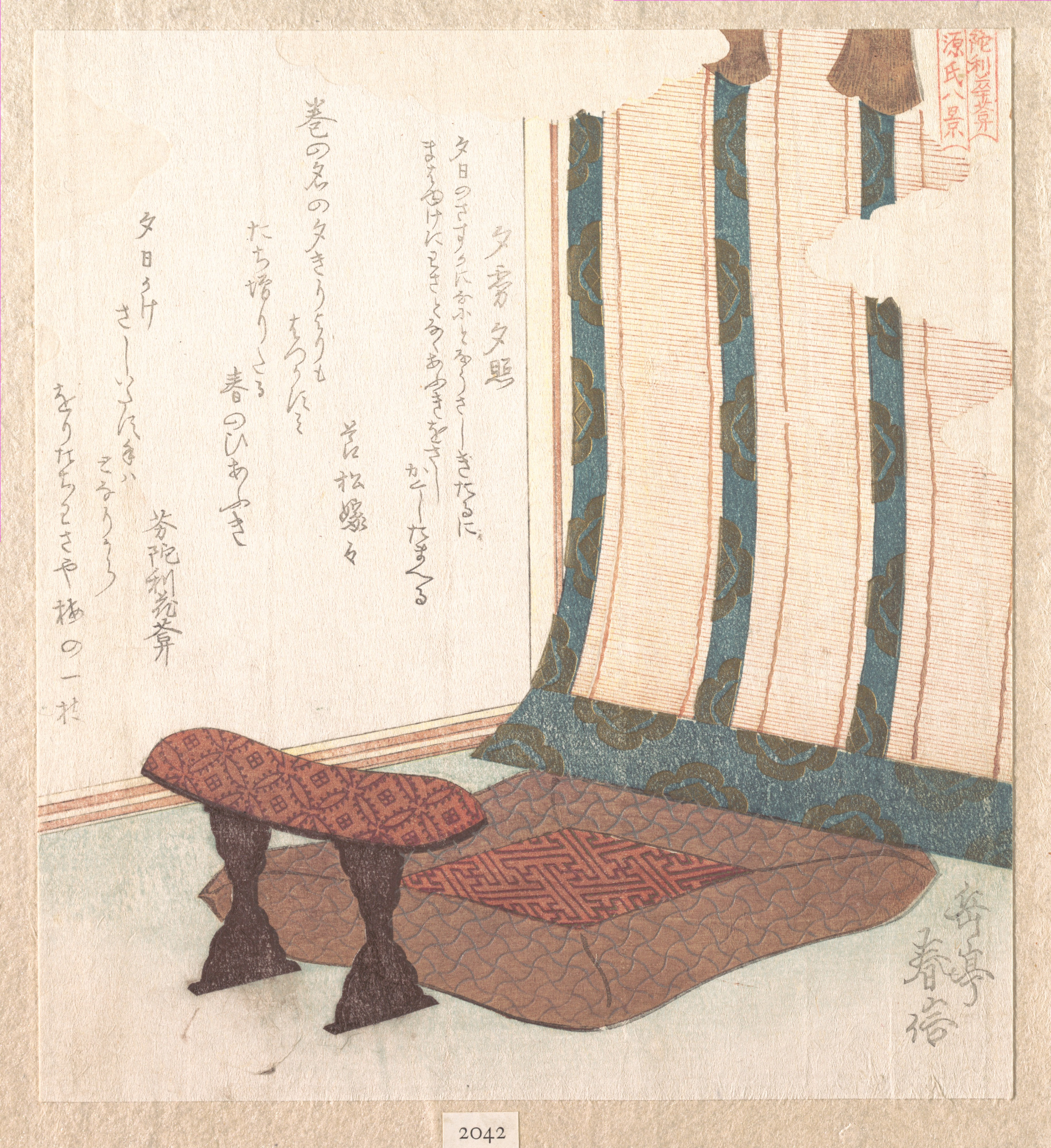
Ясима Гакутэй. «Уголок японского дома»
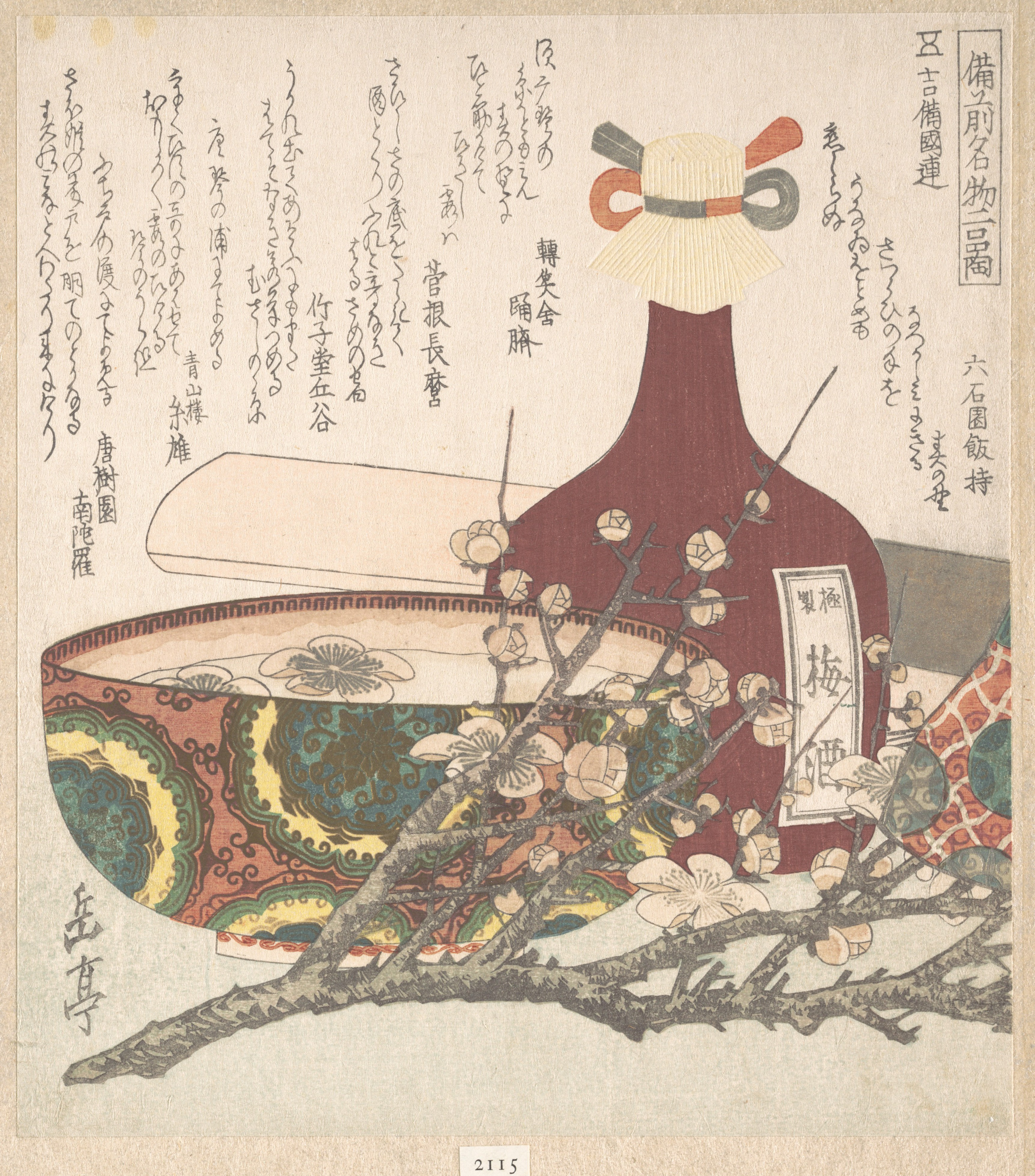
Ясима Гакутэй. «Натюрморт с бутылкой и лаптой сакуры». Метрополитен-Музей
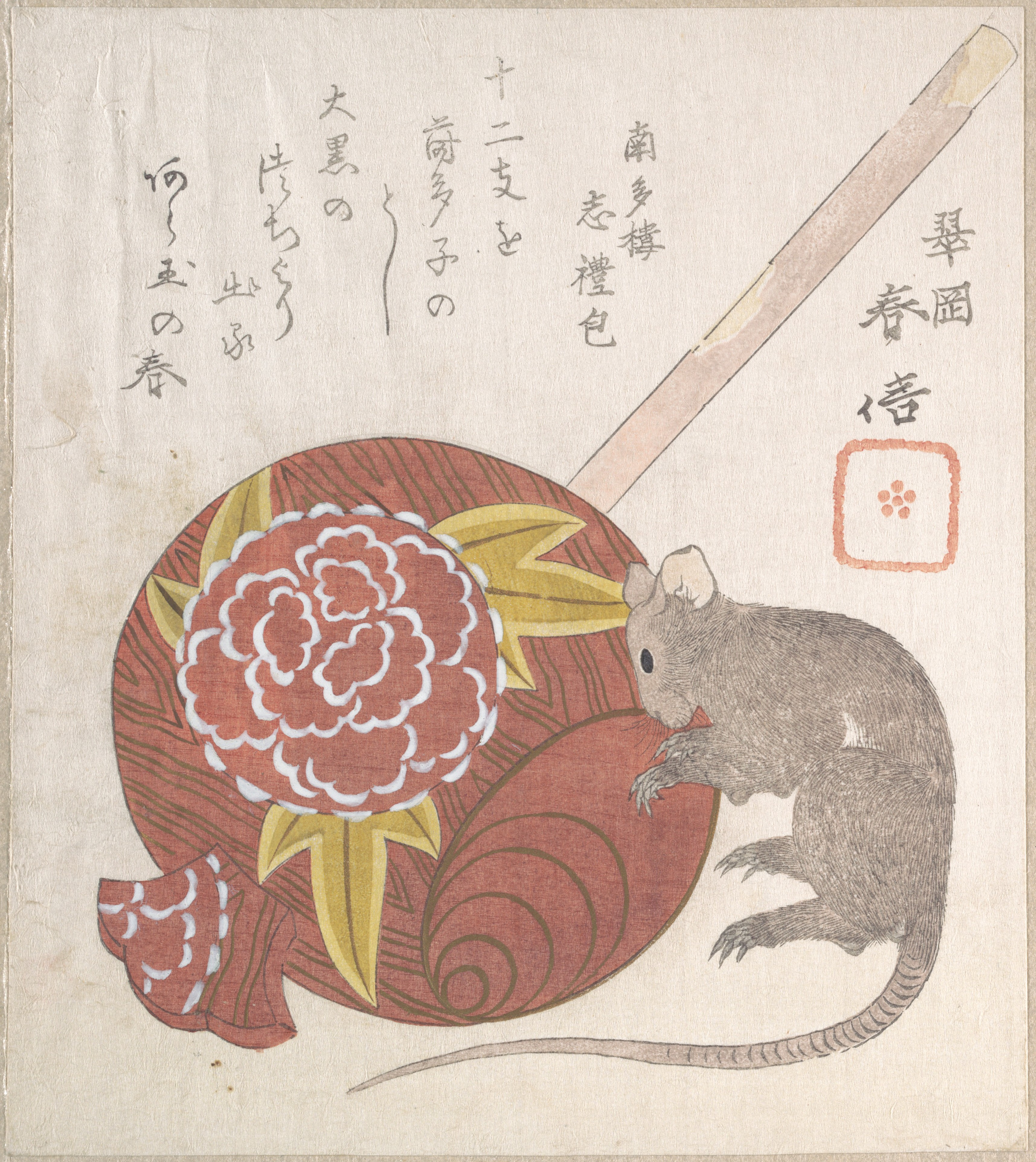
Ясима Гакутэй. «Крыса». Метрополитен-Музей
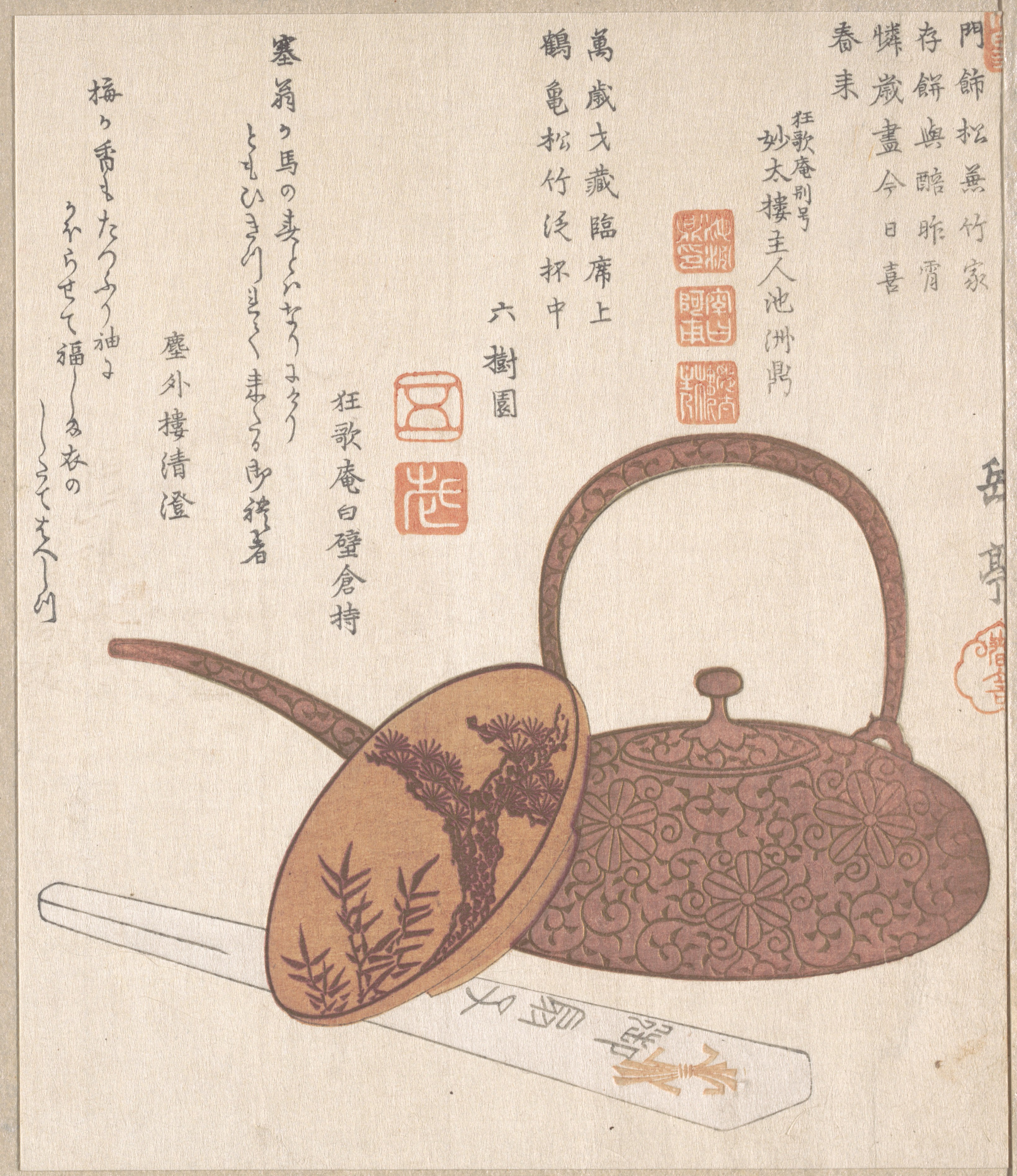
Ясима Гакутэй. «Металлический чайник». Метрополитен-Музей

## Пейзажи

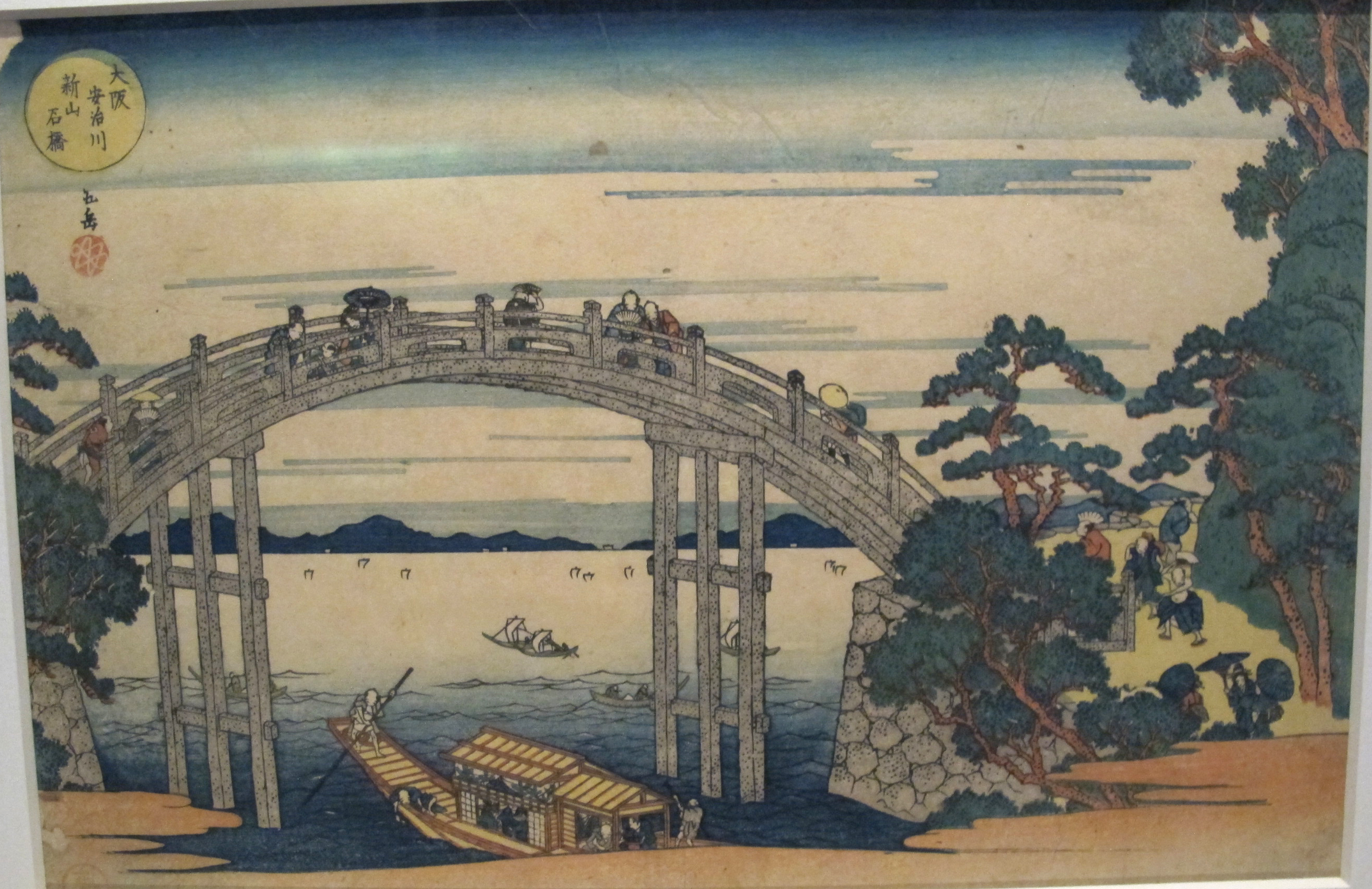
Ясима Гакутэй. «Каменный мост на побережье в Осаке»
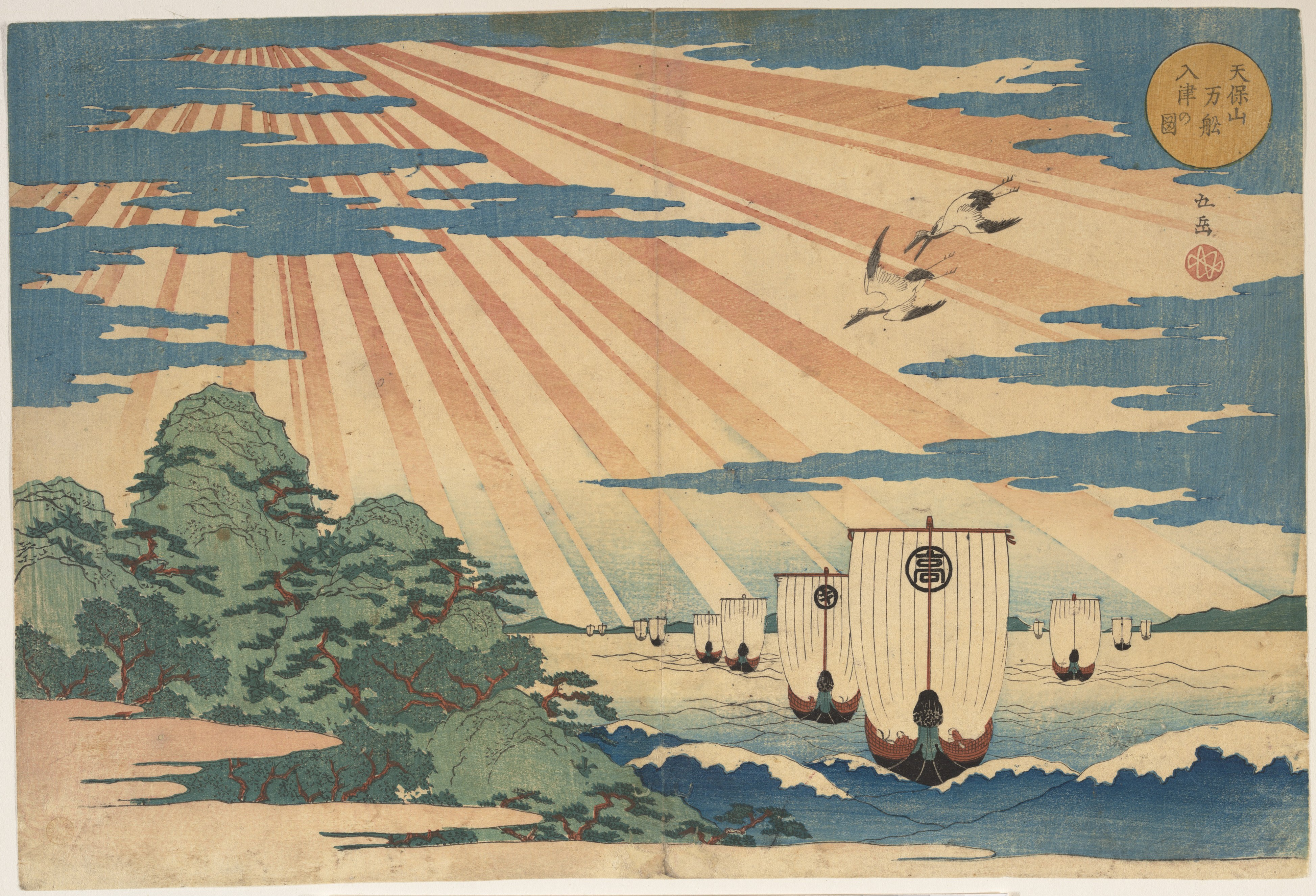
Ясима Гакутэй. «Лодки и облака», Метрополитен-Музей
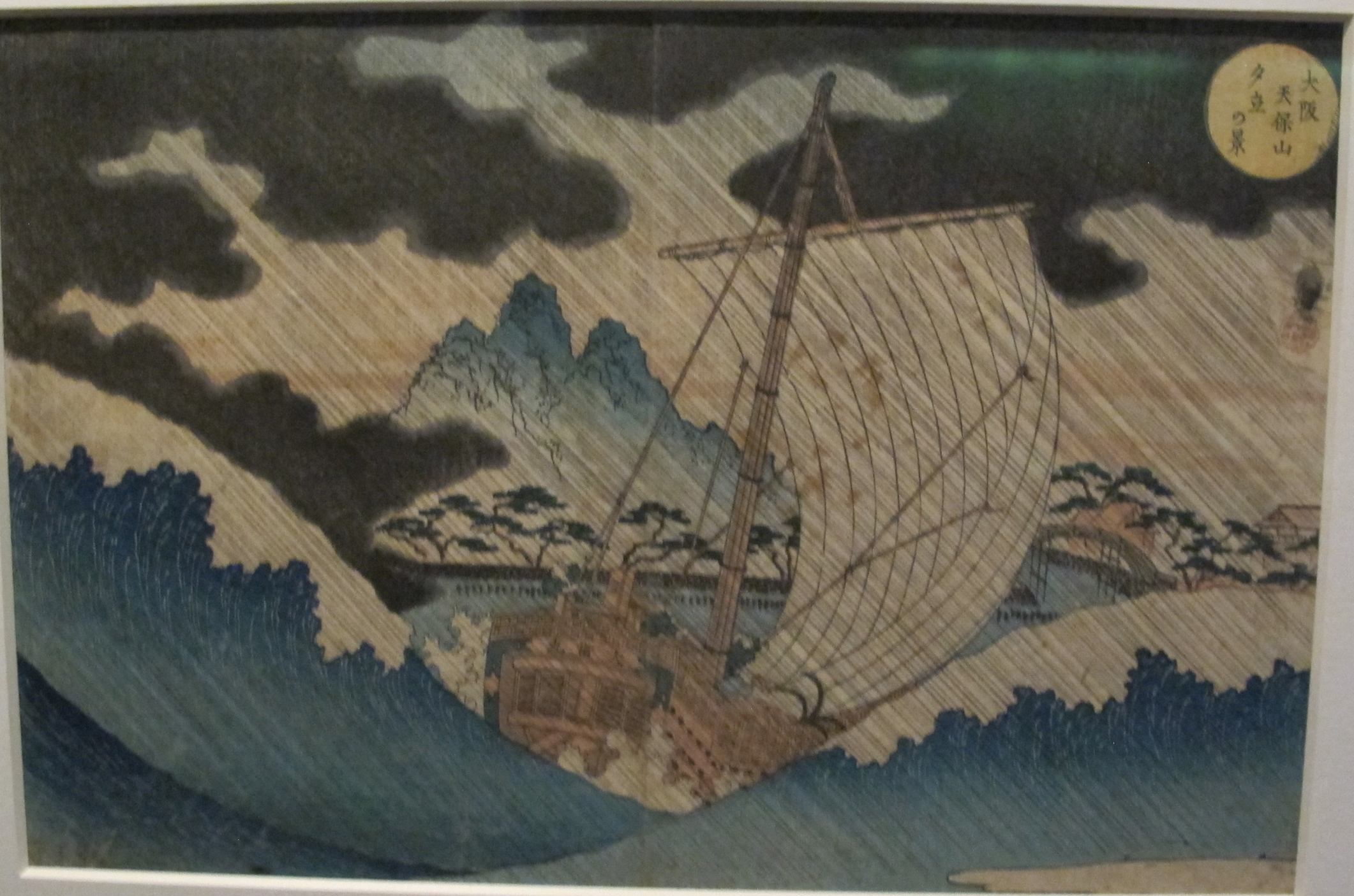
Ясима Гакутэй. «Дождь», 1-я половина XIX века.

## Избранные произведения (галерея)

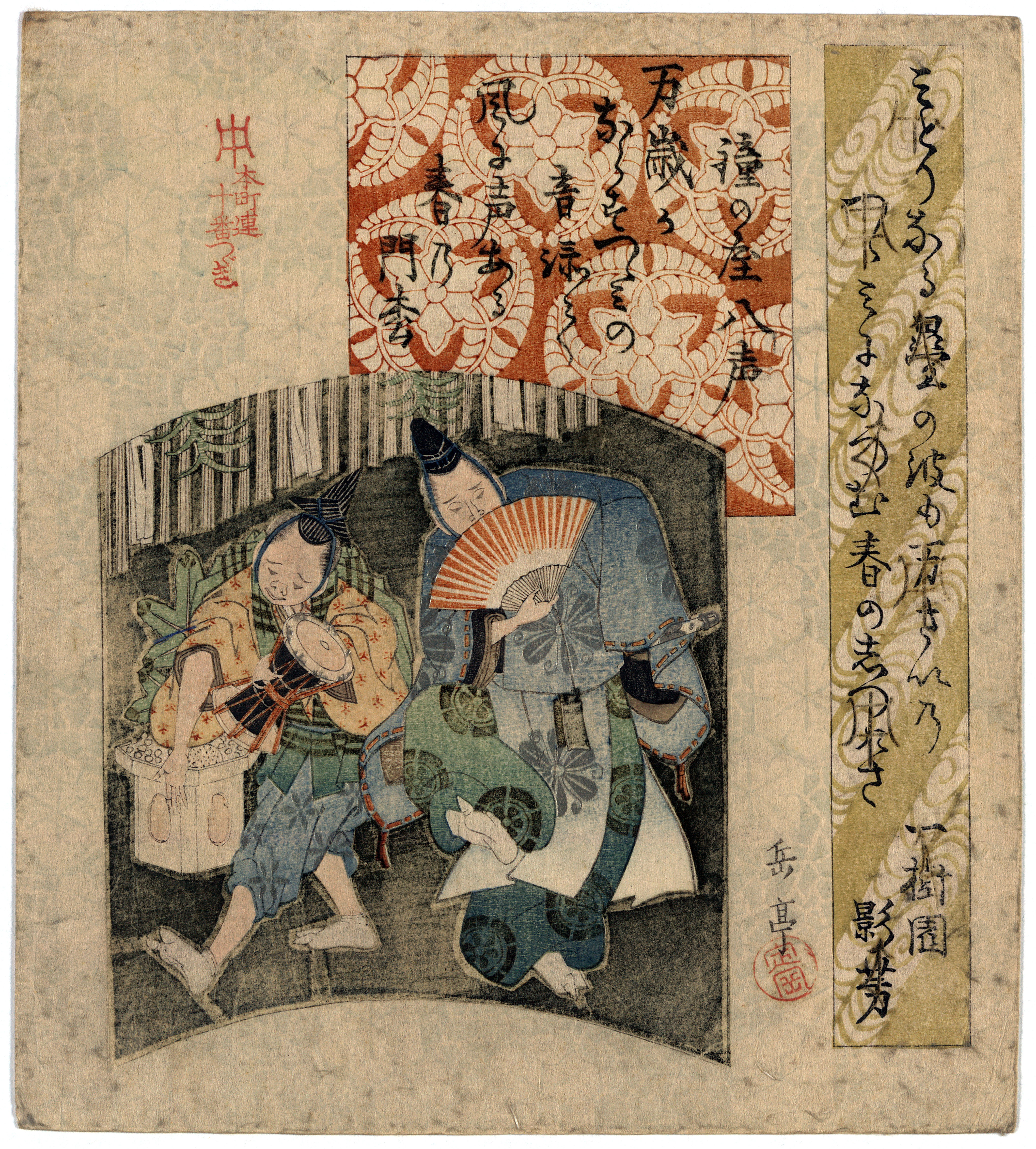
Ясима Гакутэй. «Сценка из японской комедии»
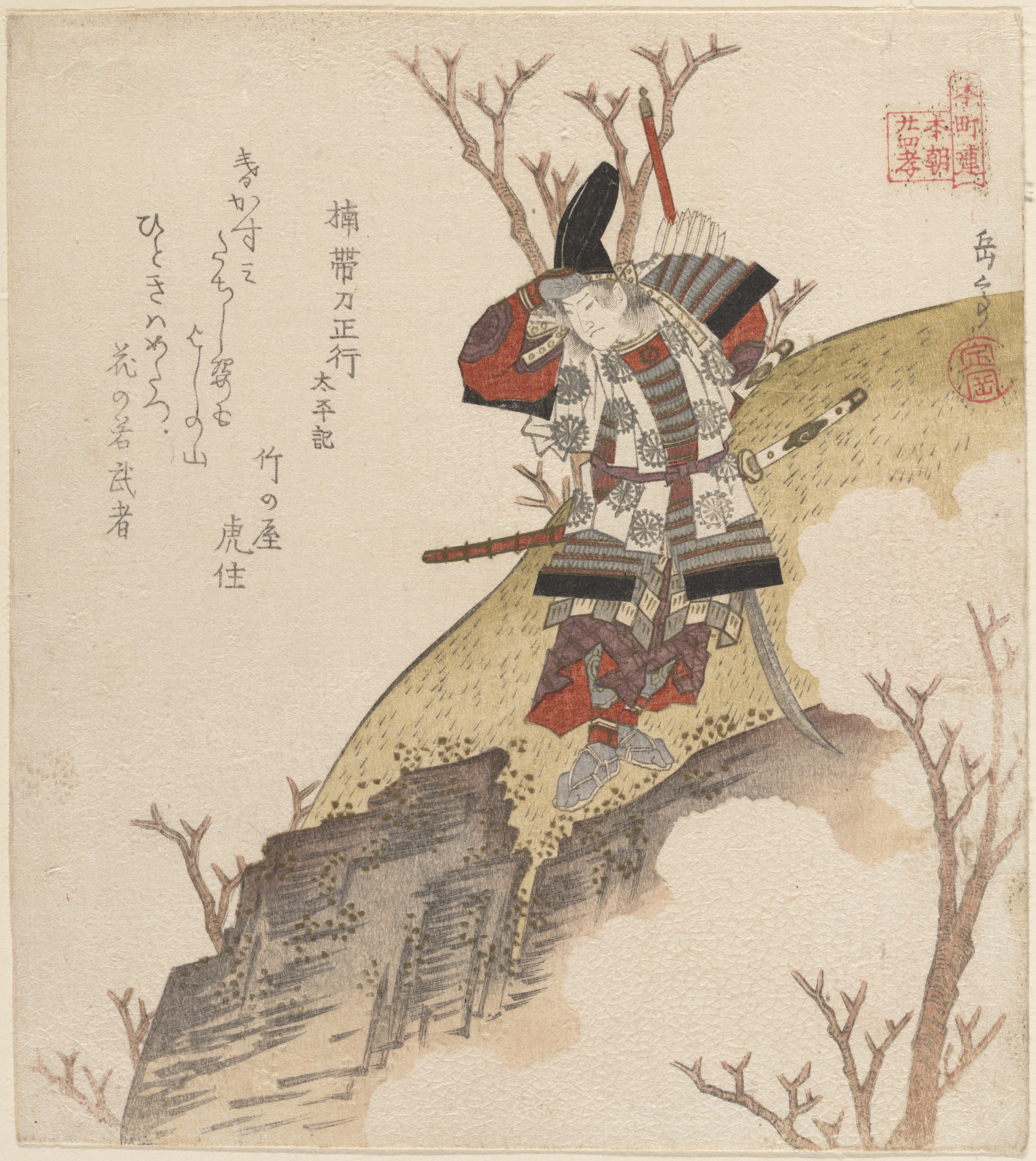
Ясима Гакутэй. «Самурай», ок. 1840 г., Метрополитен-Музей
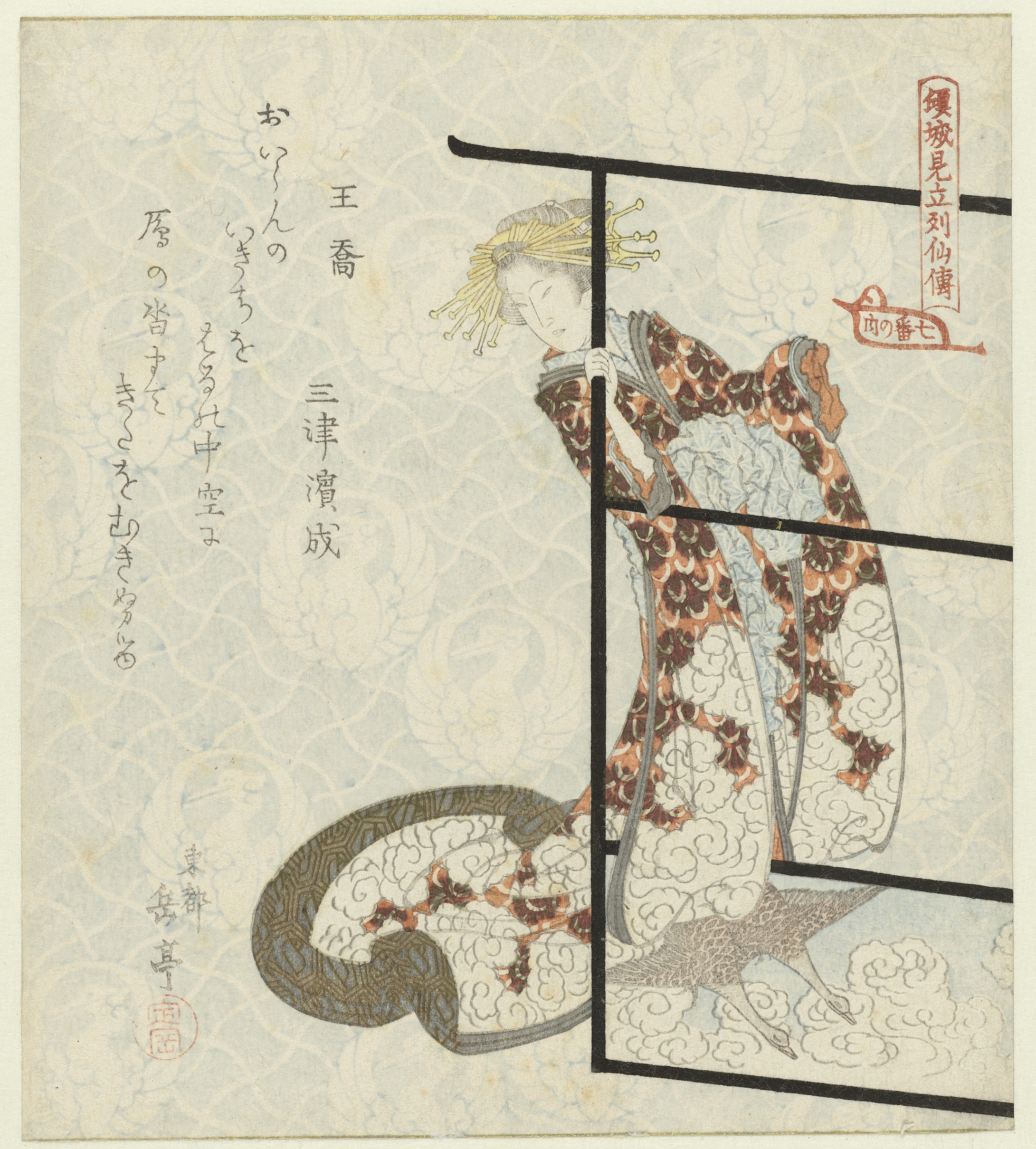
Ясима Гакутэй. Государственный музей Амстердама
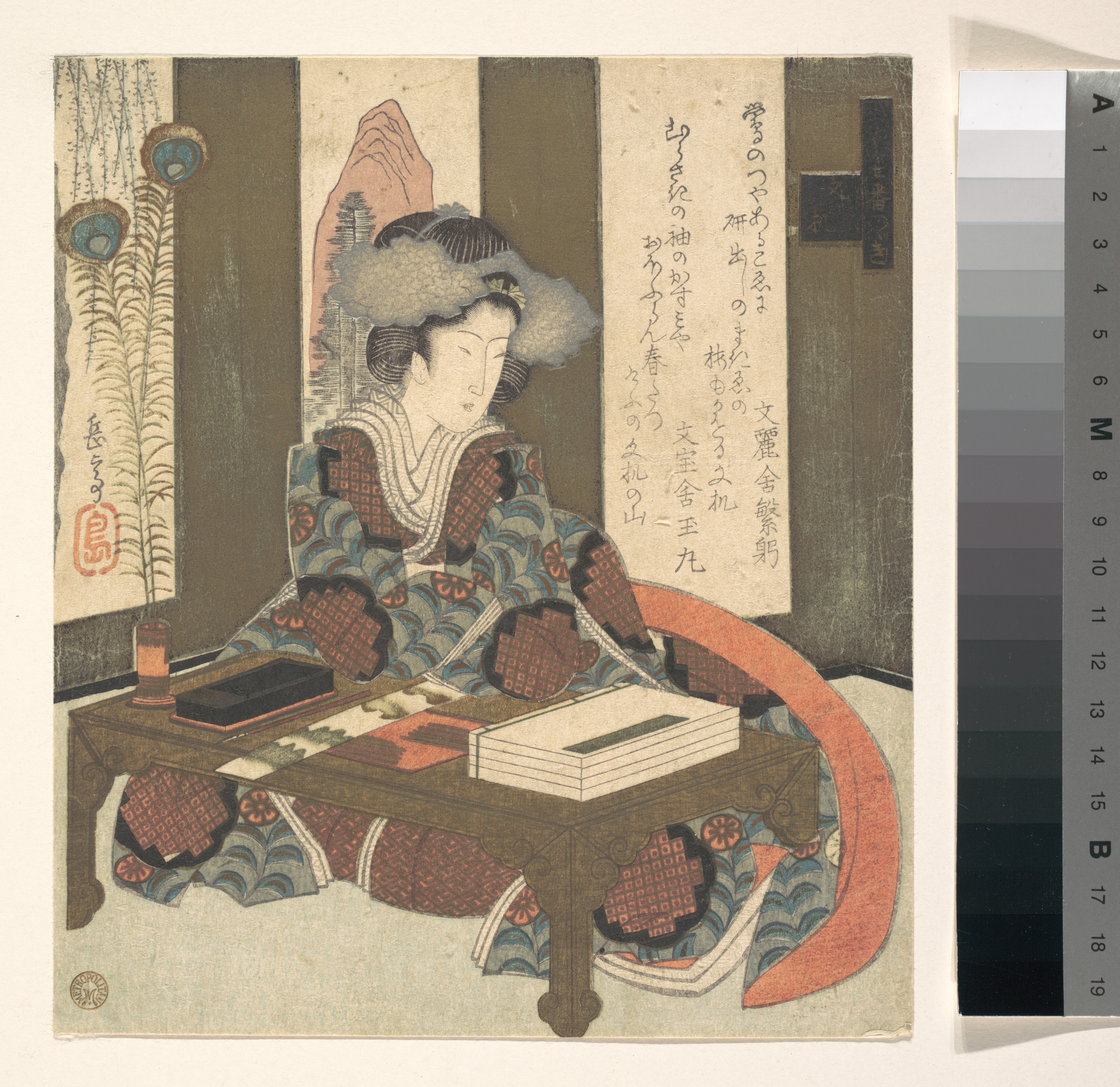
Ясима Гакутэй. «Суримоно»
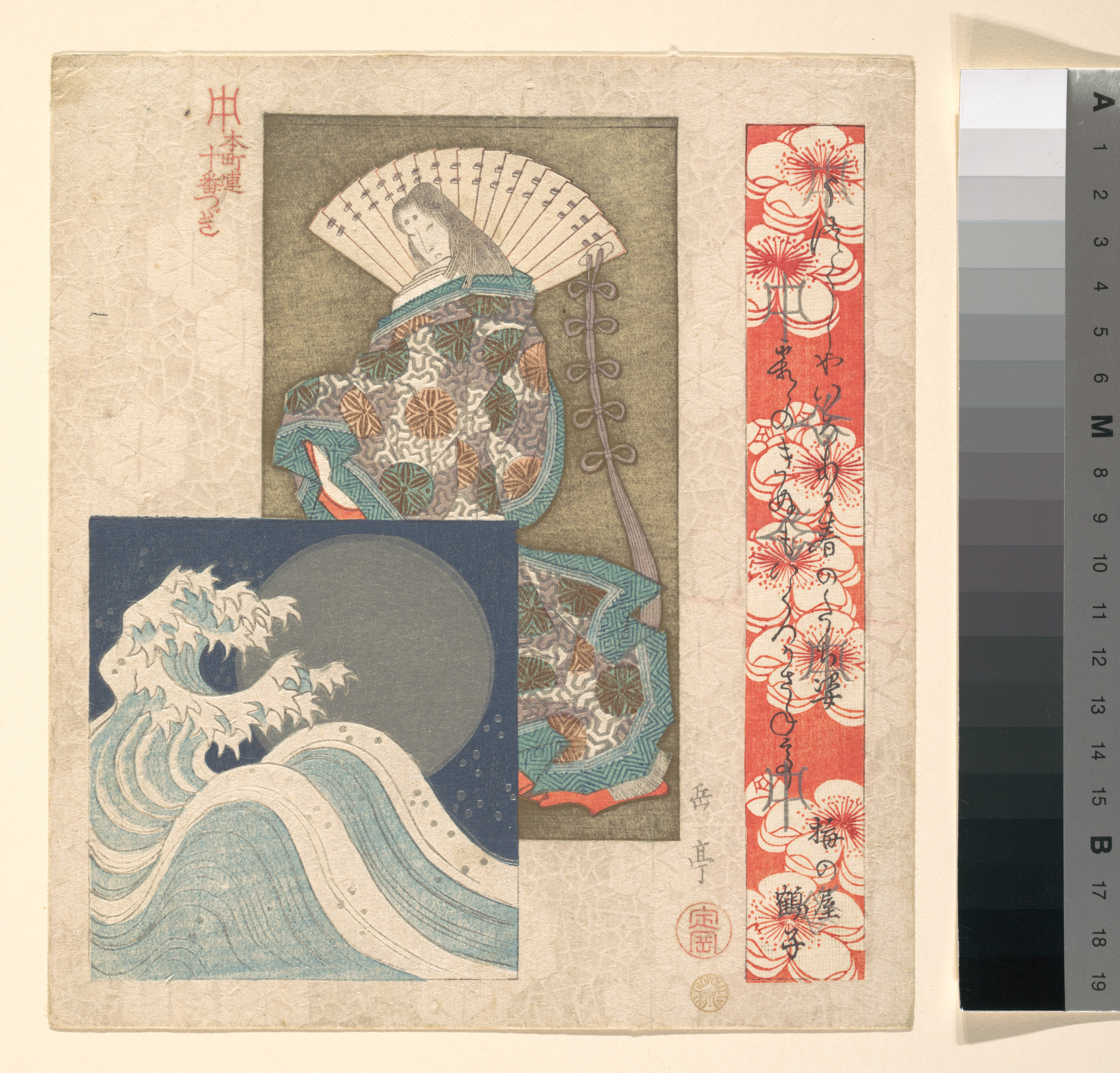
Ясима Гакутэй.
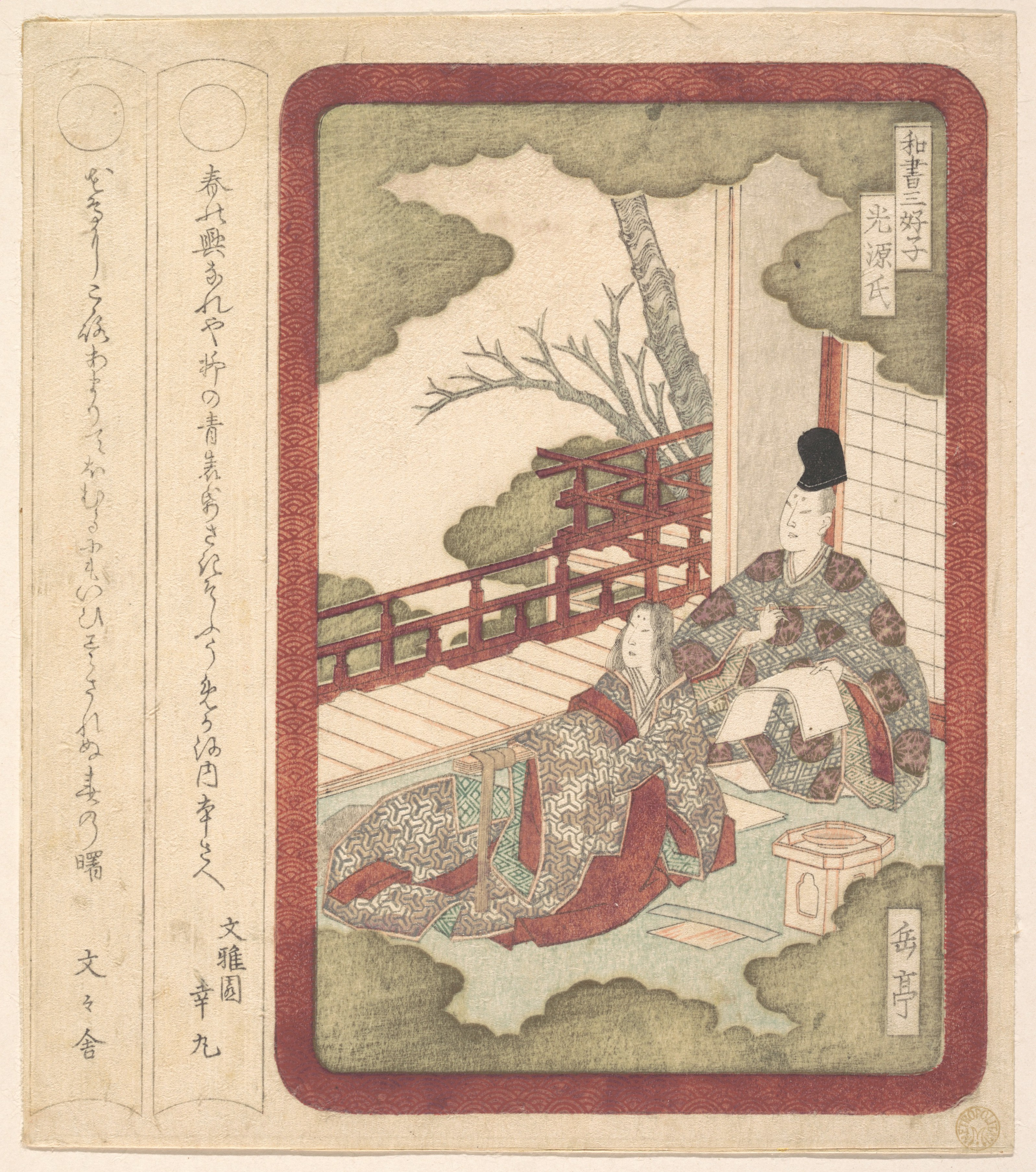
Ясима Гакутэй. «На террасе» (суримоно), Метрополитен-Музей
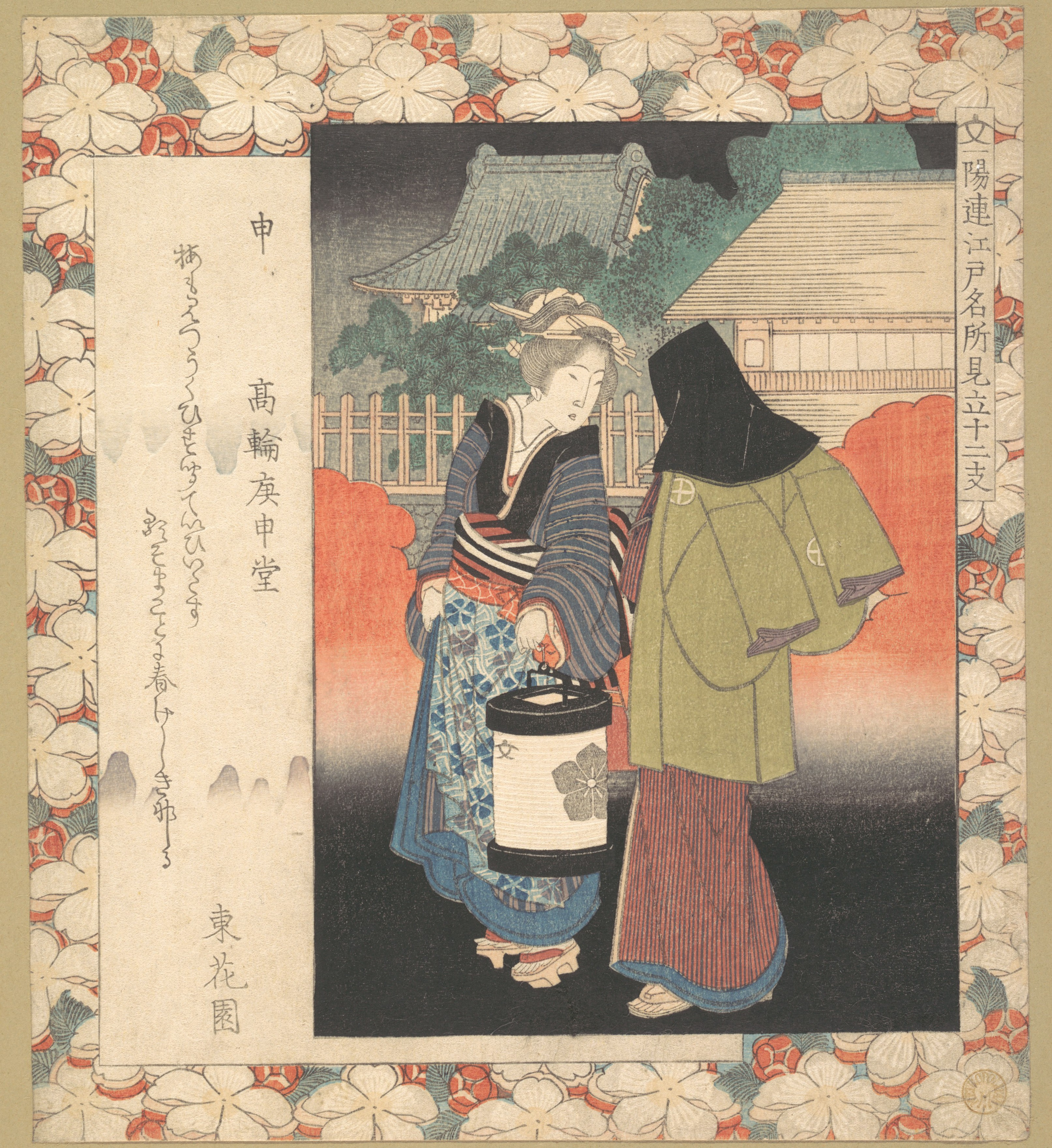
Ясима Гакутэй. «Уличная сценка»(суримоно), ок. 1830 г., Метрополитен-Музей
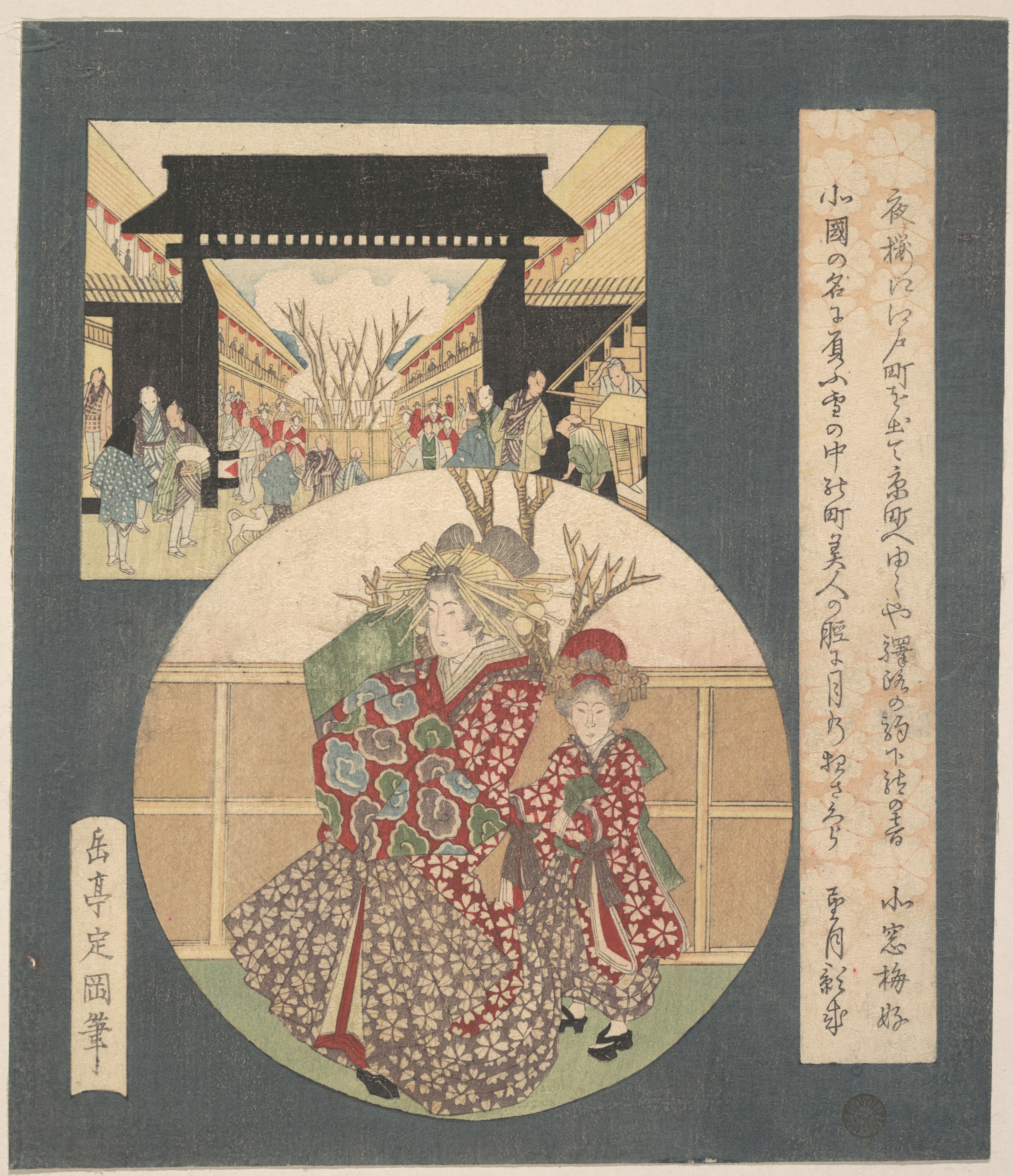
Ясима Гакутэй. ок. 1820 г., «Суримоно»,Метрополитен-Музей
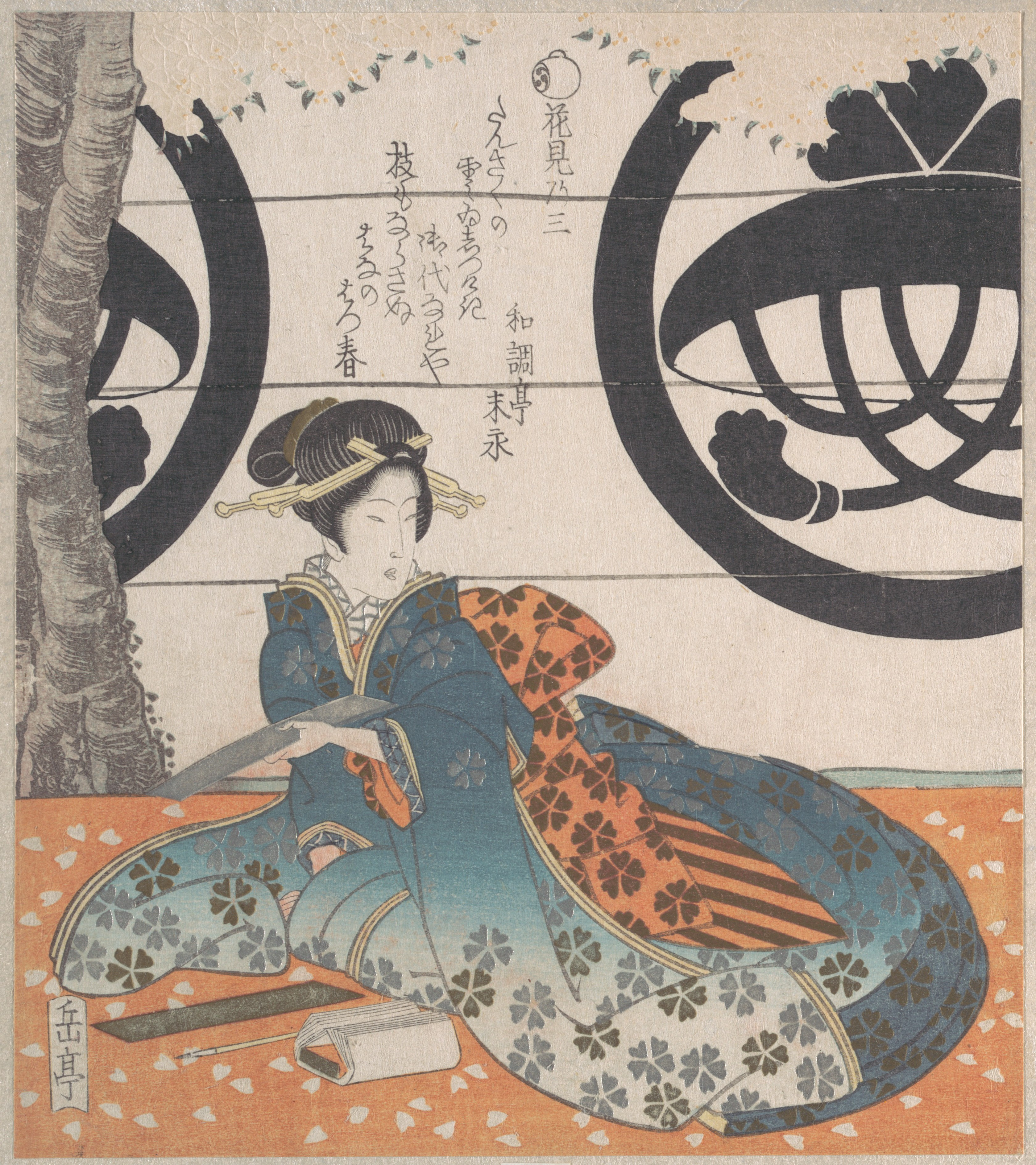
Ясима Гакутэй. Лист из альбома суримоно. 1-я половина XIX века.